# Gmina Habo
Gmina Habo (szw. Habo kommun) – gmina w Szwecji, w regionie Jönköping, siedzibą jej władz jest Habo.
Pod względem zaludnienia Habo jest 223. gminą w Szwecji. Zamieszkuje ją 9758 osób, z czego 49,29% to kobiety (4810) i 50,71% to mężczyźni (4948). W gminie zameldowanych jest 211 cudzoziemców. Na każdy kilometr kwadratowy przypada 29,57 mieszkańca. Pod względem wielkości gmina zajmuje 221. miejsce.